# Smörblommebi
Smörblommebi (Chelostoma florisomne) är ett solitärt bi i familjen buksamlarbin.

## Utseende
Arten är ett slankt bi med svart grundfärg och vit till blekbrun, gles behåring på huvudet och mellankroppen. Clypeus (munskölden) är kort och försedd med en mer eller mindre vinkelrät kant. Den i övrigt nästan kala bakkroppen har vita hårfransar i bakkanten på tergiterna. Honans käkar är försedda med två taggar i spetsen, kallade "tänder"; hon har även blekgula hår på buken som är avsedda för att samla in pollen med. Artens kroppslängd uppgår till mellan 8 och 11 mm.

## Ekologi
Smörblommebiet förekommer i habitat som skogsbryn, gläntor, bondgårdar och trädgårdar med tillgång på smörblommor, som arten är specialiserad på. Flygtiden infaller mellan mitten av maj till juni månads slut.

### Fortplantning
Honan bygger sina larvbon i solexponerade lägen i murket trä, gärna i gamla skalbaggsgångar, i ihåliga växtstjälkar (som bland annat vasstak), lerväggar eller konstgjorda rör. Cellmellanväggarna byggs av gyttjig jord, som fuktas med nektar. Även pluggen som sluter till boet görs av samma material, förstärkt med sand, grus och liknande material. Bona kan parasiteras av boparasiten gul plankstekel och endoparasiten stor bistekel.

## Utbredning
Utbredningsområdet omfattar större delen av Europa, Nordafrika och Sydvästasien.
I Sverige förekommer smörblommebiet från Skåne till Ångermanland. Det är klassificerat som livskraftigt. I Finland har arten observerats från Åland och sydkusten upp till Österbotten, Norra Savolax och Norra Karelen. Även här är arten klassificerad som livskraftig.